# Ruden (Insel)
Der Ruden ist eine Insel in der Mündung des Peenestroms vor der zu Mecklenburg-Vorpommern gehörenden Ostseeküste. Der Ruden befindet sich auf dem südlichen Ende der Greifswalder Boddenrandschwelle, dem Rest eines Endmoränenrückens. Durch die Boddenrandschwelle verlaufen als Fahrrinnen das Landtief nördlich des Rudens und das Osttief östlich und südlich des Rudens. Verwaltungstechnisch gehört die Insel zur Gemeinde Kröslin.

## Geographie
Die flache Insel ist von Nord nach Süd 2,3 Kilometer lang. Die maximale Breite der Insel beträgt 395 Meter. Die Fläche beträgt 24 Hektar. Der südliche Teil mit einer Länge von 1,33 Kilometern ist eine stellenweise nur fünf bis sechs Meter, jedoch nirgends mehr als 40 Meter breite sandige Halbinsel (eher eine Sandbank), die durch Bruchsteine und Bruchsteinbuhnen vor Wellenerosion geschützt wird. Am südlichen Ende der Hauptinsel steht ein 20 Meter hoher Backsteinturm, der als Beobachtungs- und Messturm für Peenemünde erbaut wurde. Hier ist die Insel nur 1,9 Kilometer von der Küste beim Peenemünder Haken entfernt.

## Namensherkunft
Der Name „Ruden“ leitet sich vermutlich vom slawischen Wort „Rudin“ (von „rod“ = Geschlecht, Stammbaum, Heimat) oder „rotŭ“ für Rodeland ab, auch „ruda“ für Eisenerz wäre möglich.  Eine Herleitung aus dem germanischen „Rud-ön“ (von rod = Wurzel oder entwurzeln, roden) ist nicht ausgeschlossen.
Die Bedeutungen fließen im Indoeuropäischen (r-d = aus, heraus, von im Sinne von „Herkunft, Ursprung“) zusammen.
Die Insel wird 1618 in der großen Lubinschen Karte mit dem Namen „Ruden“ bezeichnet. Eine frühere Erwähnung als „Ruden“ findet sich in Abraham Ortelius Theatrum orbis terrarum (in den Ausgaben von 1595 und 1601) auf dem Blatt Rvgiae, Vsedomiae, et Ivlinae, Wandalicarum insularum Vera descriptio, welches etwa auf 1584 datiert werden kann.

## Geschichte

Befestigung auf dem Ruden 1730

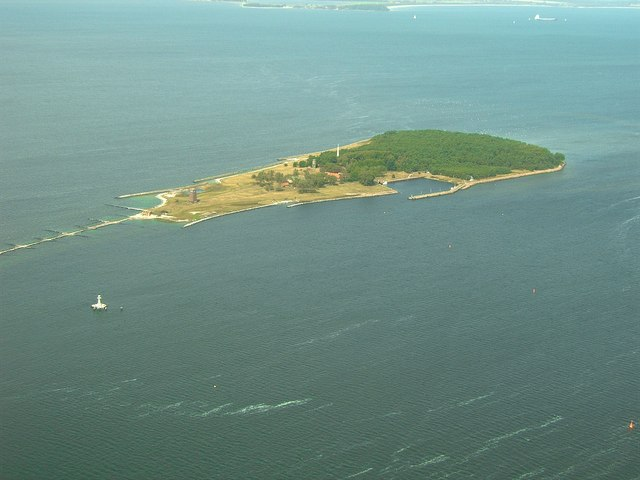
Ruden

Aus dem Jahr 1254 findet sich mit dem „portus ruden“ die erste urkundliche Erwähnung. Unklar bleibt dabei, in welcher Form ein Zugang („portus“) nach Greifswald oder Stralsund bestand. Denn: In der heimatkundlichen Literatur bildete eine angeblich früher bestehende und in der Allerheiligenflut 1304 durch die Ostsee zerstörte Landverbindung vom Ruden zu der zu Rügen gehörenden Halbinsel Mönchgut einen beliebten Stoff, der mit Sagen und Erzählungen ausgeschmückt wurde. Dem liegen Mitteilungen in zwei Stralsunder Chroniken aus dem 15. Jahrhundert zugrunde, wonach dieses Sturmhochwasser in der Greifswalder Boddenrandschwelle eine Fahrrinne namens Neues Tief, später Westertief genannt und bis ins 19. Jahrhundert genutzt, neu geschaffen hat. Später, ab Johann Berckmann und Thomas Kantzow, wurde diese Überlieferung im Sinne einer Abtrennung des Rudens von Rügen missverstanden.

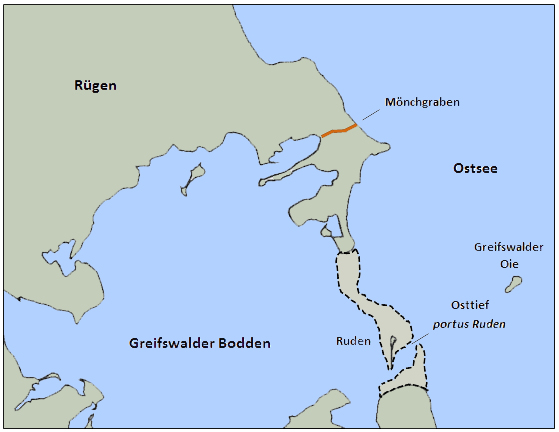
Mögliche Landverbindung im 12. und 13. Jahrhundert zwischen Rügen und dem Ruden mit dem Mönchgraben als Verteidigungswall gegen Angriffe aus südlicher Richtung

Eine neuere Untersuchung lässt unter Einbeziehung geomorphologischer Küstenveränderungen der jüngeren Erdgeschichte und des Mönchgrabens, als Grenzbefestigung in seiner Lage und südlichen Ausrichtung, eine Landverbindung zwischen Rügen und dem Ruden im Mittelalter durchaus zu.
Seit dem 17. Jahrhundert wurde der Ruden von Dänen und Schweden als Zoll- und Lotsenstation genutzt. Nach dem Großen Nordischen Krieg gehörte die Insel wohl zum schwedischen Vorpommern, davon zeugt der Plan zur Befestigung der Insel von 1730. Anscheinend wurde die Befestigung aber nicht ausgeführt, denn auf der Insel sind davon keine Spuren erkennbar.
1865 hatte der Ruden 38 Einwohner in fünf Familien, es gab eine Schule, fünf Wohn-, zwei Fabrik- (wohl die Lotsentürme) und zwölf Wirtschaftsgebäude.
In den folgenden Jahrhunderten wurde die Insel durch die Meereserosion ständig, vor allem an der Nordküste, kleiner. Diese ging in den letzten 200 Jahren um rund 800 bis 900 Meter zurück. Das fortgespülte Material lagerte sich sukzessive im Süden der Insel an und bildete den charakteristischen Haken aus, der zum Ende des 19. Jahrhunderts rund 1,3 km lang war. Während des Sturmhochwassers von 1872 wurden an der Ostküste etwa 20 bis 26 Meter weggespült. Die Häuser standen gut einen Meter unter Wasser. Das Vieh konnte nur gerettet werden, indem man es auf den Dachboden der Häuser trieb. Vermutlich auf Grund der Sturmflut schloss die Schule vorläufig und wurde erst 1890 wieder eröffnet. Am Ende des 19. Jahrhunderts wurde der Haken in ungefähr zwei gleich große Teile zerrissen. 1877 entstand ein erster, 400 Meter langer Steinwall an der Nordküste der Insel. Danach wurde ab 1894 mit dem Aufbau eines Schutzwalls begonnen, um die Insel als Lotsenstützpunkt zu erhalten. Nach einem weiteren Sturmhochwasser im Jahr 1904, das wiederum Landverluste zur Folge hatte, wurden die Schutzdeiche weiter verstärkt. Dabei kam es zu einer großflächigen Zerstörung der Dünen, 70 Jahre alte Bäume wurden entwurzelt. Durch die Anpflanzung von Kiefern wurde einerseits versucht, den Sand auf der Insel zu binden, zum anderen diente er als Windschutz. Es war der erste Versuch, den Ruden dauerhaft zu retten. Er war zu dieser Zeit von 88 Personen bewohnt. 1905 begann die Sanierung des südlichen Hakens. Ein Ringdamm schützt den Nordteil der Insel und im Süden verhindern eingebrachte Bruchsteine und Bruchsteinbuhnen eine drohende Abspülung.
Im November 1900 entstand ein Rettungsschuppen mit einer Slipanlage. Auf Schienen konnte ein Rettungsboot so unter Leitung des Oberlotsen in die Ostsee gebracht werden. Sie retteten bis 1942 insgesamt 36 Personen aus Seenot, bevor der Schuppen vermutlich im Zuge des Baus des Messturms abgerissen wurde.
1907 empfahl die Universität Greifswald, das Trinkwasser für die Kinder nicht mehr aus dem vorhandenen Brunnen zu fördern, sondern vom Festland einzuführen. Die Mitarbeiter des Hygienischen Instituts der Universität bemängelten die schlechte Qualität des Wassers. 1908 wurde eine Auffangfläche für Regenwasser aus Beton gebaut und es wurde mit Hilfe einer 15 cm dicken Schicht aus Kies gefiltert. Die Fläche war mit einer Dachpappe ausgekleidet, daher war das so gewonnene Wasser nicht genießbar. Erst nachdem die Pappe entfernt war, konnte es als Trinkwasser genutzt werden. 1912 wurde zusätzlich eine Zisterne gebaut.
Seit 1924 bestand eine regelmäßige Postverbindung mit dem Festland. Der ehemalige Fischer Karl Knepel aus Freest versorgte die Bewohner mit Post. Bei seinen Fahrten war er in der Regel alleine auf See, nur gelegentlich nahm er Schornsteinfeger mit, die auf dem Ruden die Schornsteine der Häuser säuberten.
Nach der Insel war ursprünglich ein ehemaliger Logger, der für die Volksmarine als Versorgungsschiff umgebaut wurde, benannt, der später in Artur Becker umbenannt und als Ausbildungsschiff der GST-Marineschule „August Lütgens“ Greifswald-Wieck genutzt wurde.

## Nutzung
Die Schweden und später die Preußen nutzten die Insel als Zoll- und Lotsenstation mit einem Grenzposten sowie vier Lotsen für die Einfahrt zum Peenestrom. Dieser Wasserweg war bis zum Bau des Swinekanals die Hauptein- und -ausfahrt der Oder nach und von Stettin. Die zahlreichen Untiefen und die enge Fahrrinne machten für die Schiffe die Lotsen notwendig. Ein Dampfbagger war stationiert, um die Fahrrinnen frei zu halten. Deshalb befindet sich das Inselgehöft als Lotsenstation auf der Insel. Ein erster hölzerner Turm entstand in den 1850er Jahren und wurde am 15. Oktober 1861 abgenommen. Er wurde 1903 durch einen noch vorhandenen Turm aus Stahl ersetzt.
Während des Zweiten Weltkrieges errichtete die Wehrmacht auf dem Ruden für 40.000 Reichsmark einen Flugbeobachtungsturm mit einem Kinetheodoliten, von dem aus die Flugbahnen der in der nahe gelegenen Heeresversuchsanstalt Peenemünde und von der Greifswalder Oie abgeschossenen Raketen wie die Fieseler Fi 103 oder die Fritz X beobachtet und vermessen wurden. Er konnte am 20. August 1941 in Betrieb genommen werden. Nach den Luftangriffen auf Peenemünde wurde auf dem Ruden die 6. Batterie der schweren Flakabteilung 337 stationiert. Sie schossen nach Angaben von Augenzeugen in der Zeit zwischen dem 19. Mai und dem September 1944 insgesamt zehn Boeing B-17 mit Hilfe ihrer 8,8-cm-FlaK 41 ab. Von den Kampfhandlungen zeugt noch die Flakstellung am Südende der Insel vor der Mole. Ab September 1943 wurde neben der Insel der antriebslose Flugabwehrkreuzer „Undine“, ein requiriertes niederländisches Schiff, verankert. Dieser Kreuzer (4400 BRT) war mit 8 großen und 21 kleineren Flakgeschützen bestückt und wurde im November 1944 nach Stettin zum Flakschutz der dortigen Hydrierwerke Pölitz verholt.
Zu Zeiten der DDR nutzten Grenzsicherungs-Einheiten der 6. Grenzbrigade Küste (DDR-Volksmarine) den Turm als Funkmessstation zur Verhinderung von Fluchten aus der DDR. 1972 wurde die Lotsenstation geschlossen. Ab diesem Zeitpunkt bis zur Aufgabe der Grenzstation 1990 waren etwa 20 Grenzsoldaten dauerhaft in der noch vorhandenen Kaserne stationiert, die zudem den Grenzbereich vom Greifswalder Bodden zur freien Ostsee und umgekehrt visuell und technisch überwachten.
Auf der Insel Ruden befindet sich eine Belegstelle, in der Völker der Buckfastbiene gehalten und zur Zucht genutzt werden, da aufgrund der widrigen Umweltverhältnisse und der Entfernung zum nächsten Festland ausgeschlossen werden kann, dass sich die Population mit anderen Bienenvölkern vermischt. Der Ruden gehört seit 1925 zum Naturschutzgebiet „Naturschutzgebiet Peenemünder Haken, Struck und Ruden“. Große Teile der Insel Usedom wurden bereits 1966 zum Landschaftsschutzgebiet erklärt, dazu gehörte der Ruden. Seit 1993 gehört er zum „Naturpark Insel Usedom“.
Rechtlich gesehen gehört die Insel zur Gemeinde Kröslin im Landkreis Vorpommern-Greifswald. 2005 wurde der Ruden, als Teil der Liegenschaft Peenemünde, zusammen mit dem Struck und einem Gebiet im Norden der Insel Usedom, als repräsentative Naturschutzfläche ausgewiesen und an die Bundesanstalt für Immobilienaufgaben übertragen. 2012 ging die Liegenschaft ins Eigentum der DBU Naturerbe GmbH über.
Bis November 2015 hatte der Ruden zwei Einwohner, die ihren Wohnort dann aus gesundheitlichen Gründen verlassen mussten. Von Ende 2015 bis Mai 2020 übernahm der Verein Jordsand die naturschutzfachliche Betreuung. Derzeit leistet die Naturschutzgesellschaft Vorpommern e. V. als ortsansässiger Verein dauerhaft die naturschutzfachliche Arbeit und stellt die Infrastruktur wieder her, um die Insel wieder Tagesbesuchern zugänglich machen zu können. Es gibt auf der Insel weder Strom noch fließendes Wasser.
Die Insel verfügt über einen kleinen Hafen, der bislang von Sportbooten und von Tagesausflugsschiffen angelaufen wurde, die aus Karlshagen von der Insel Usedom, vom Krösliner Ortsteil Freest oder vom Hafen Peenemünde kamen. Jährlich führte das Einwohnerpaar tausende Besucher über die Insel. Seit März 2016 bestand für den Hafen, dessen Anlagen in schlechtem baulichen Zustand sind, keine Betriebsgenehmigung mehr. Da die Verkehrssicherheit nicht mehr gegeben war, war ein Anfahren des Hafens durch Dritte, also durch Fahrgastschiffe und Sportboote, verboten. Bis zu seiner Schließung war der Hafen eine deutsche Grenzübergangsstelle, an der Sportboote nach Überschreiten der Seegrenze anlegen müssen.
Seit Juli 2021 besteht nach Fertigstellung eines neuen Anlegesteges in Pontonbauweise auf der Nordseite des Hafenbeckens wieder die Möglichkeit, mit Tagesausflugsschiffen von Peenemünde und Freest zur Insel Ruden zu fahren. Für Segel- und Motorboote bleibt der Hafen weiterhin gesperrt.
Seitdem ist die Insel auch wieder von einem Künstlerehepaar bewohnt. Das Besucherlenkungskonzept der Deutschen Bundesstiftung Umwelt und der unteren Naturschutzbehörde erlaubt den Landgang auf der Insel nur im Rahmen einer Führung durch die Bewohner. Es gibt einen festgelegten Rundgang, bei dem der Weg nicht verlassen werden darf.

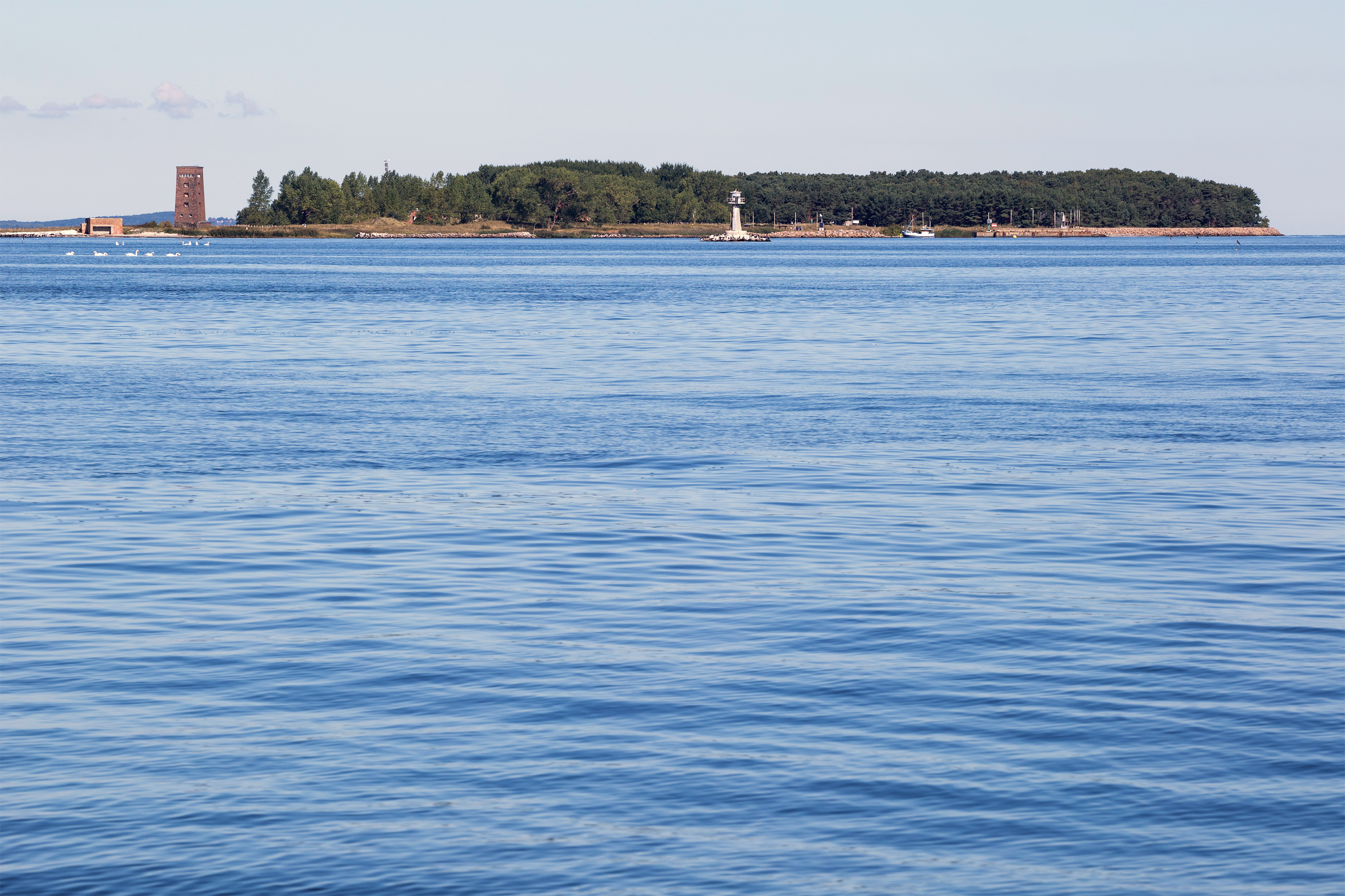
Insel Ruden von Südost
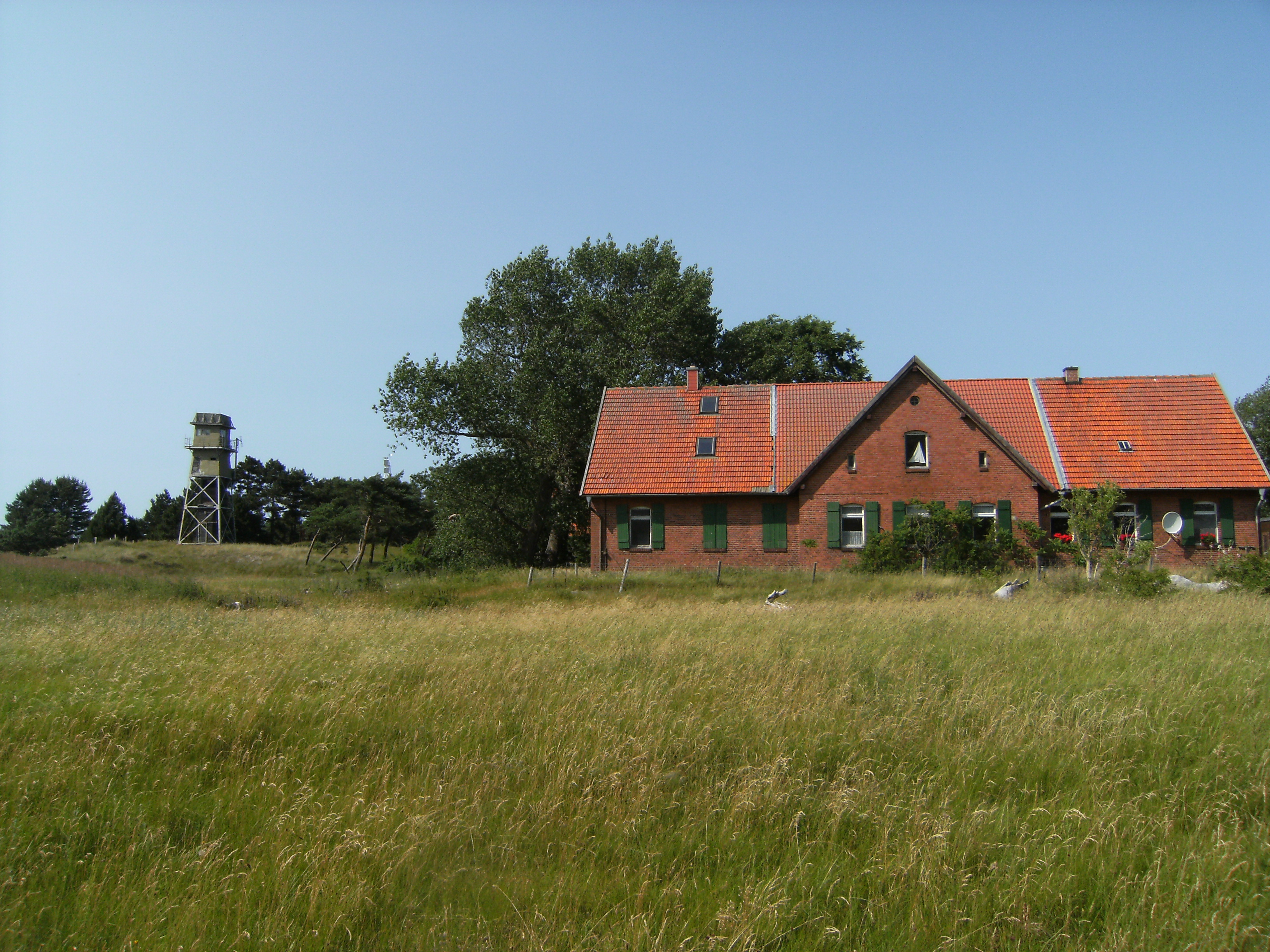
Das Inselgehöft auf dem Ruden
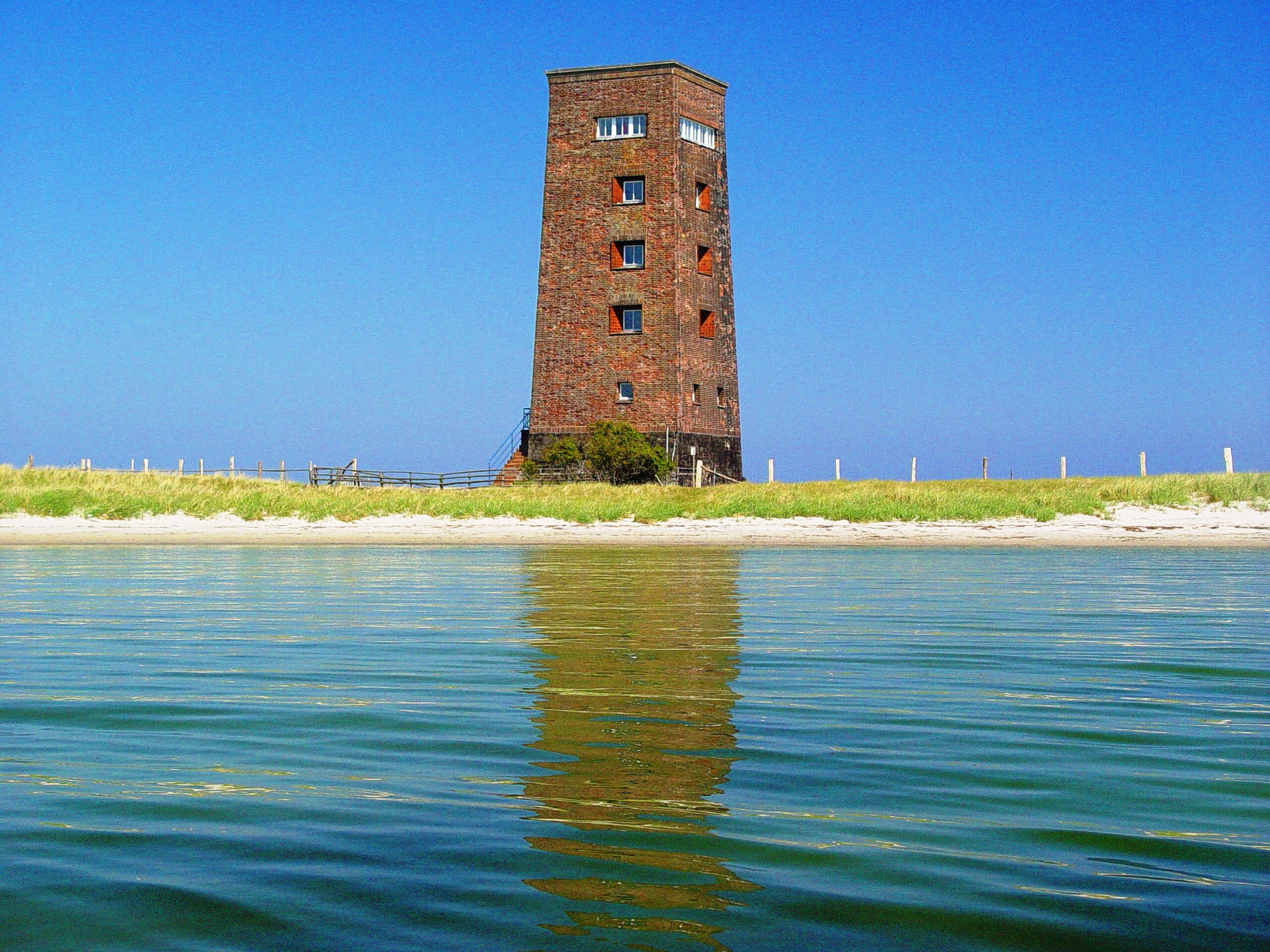
Blick auf den Turm von W – innen eine kleine Ausstellung
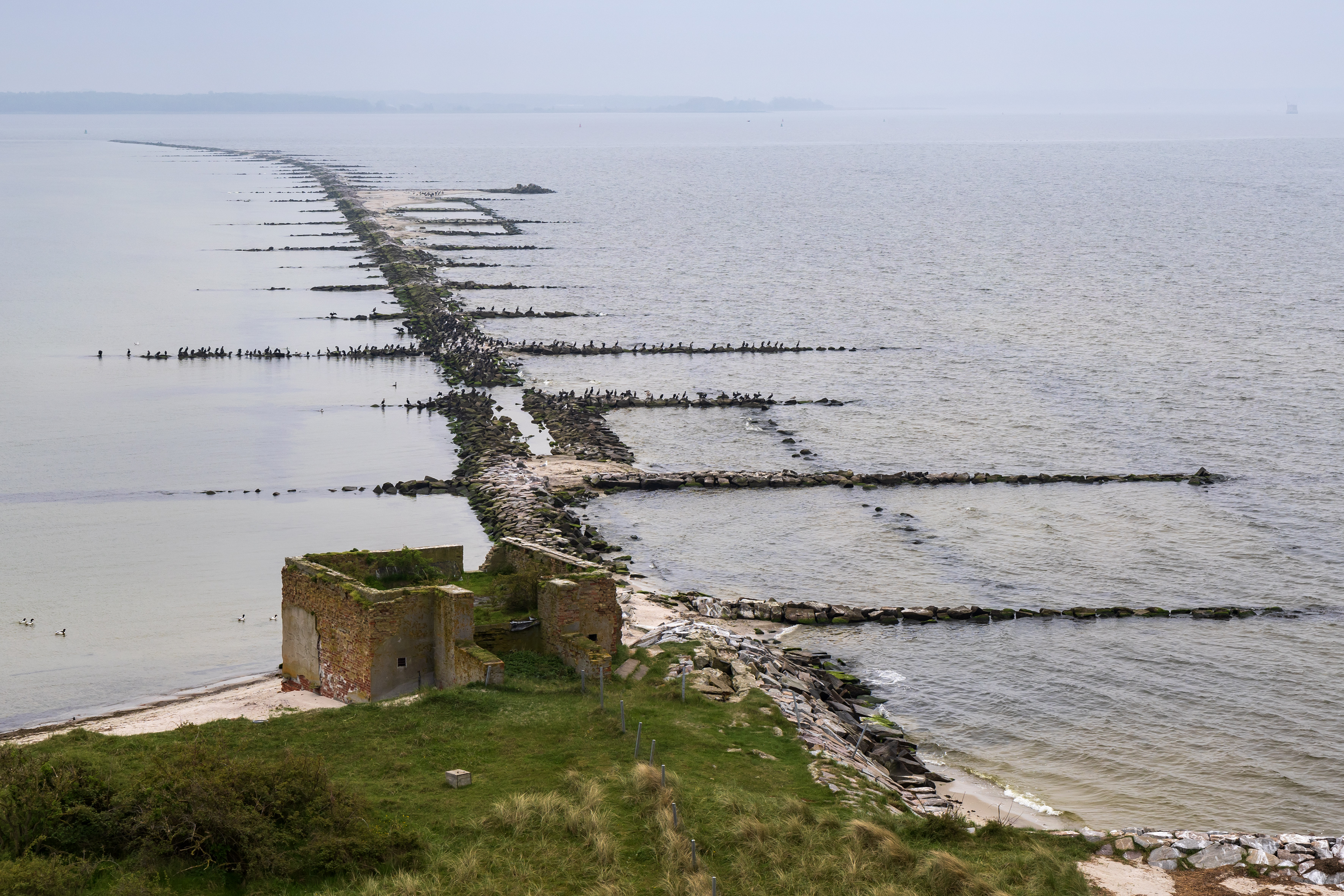
Ruden – Flakstellung (vorne), Mole mit Kormoranen
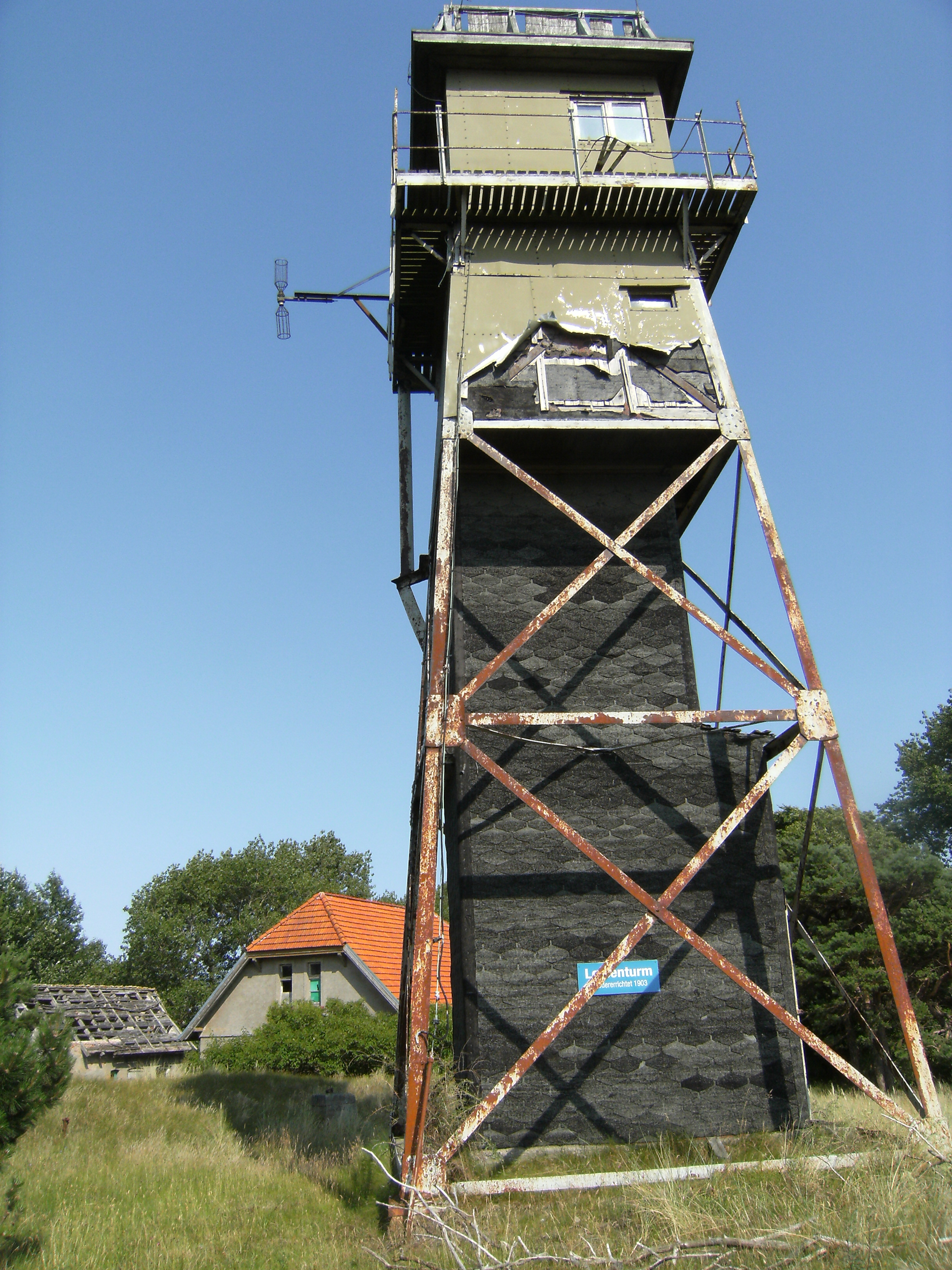
Lotsenturm auf dem Ruden von 1903, jetzt Baudenkmal, soll restauriert werden
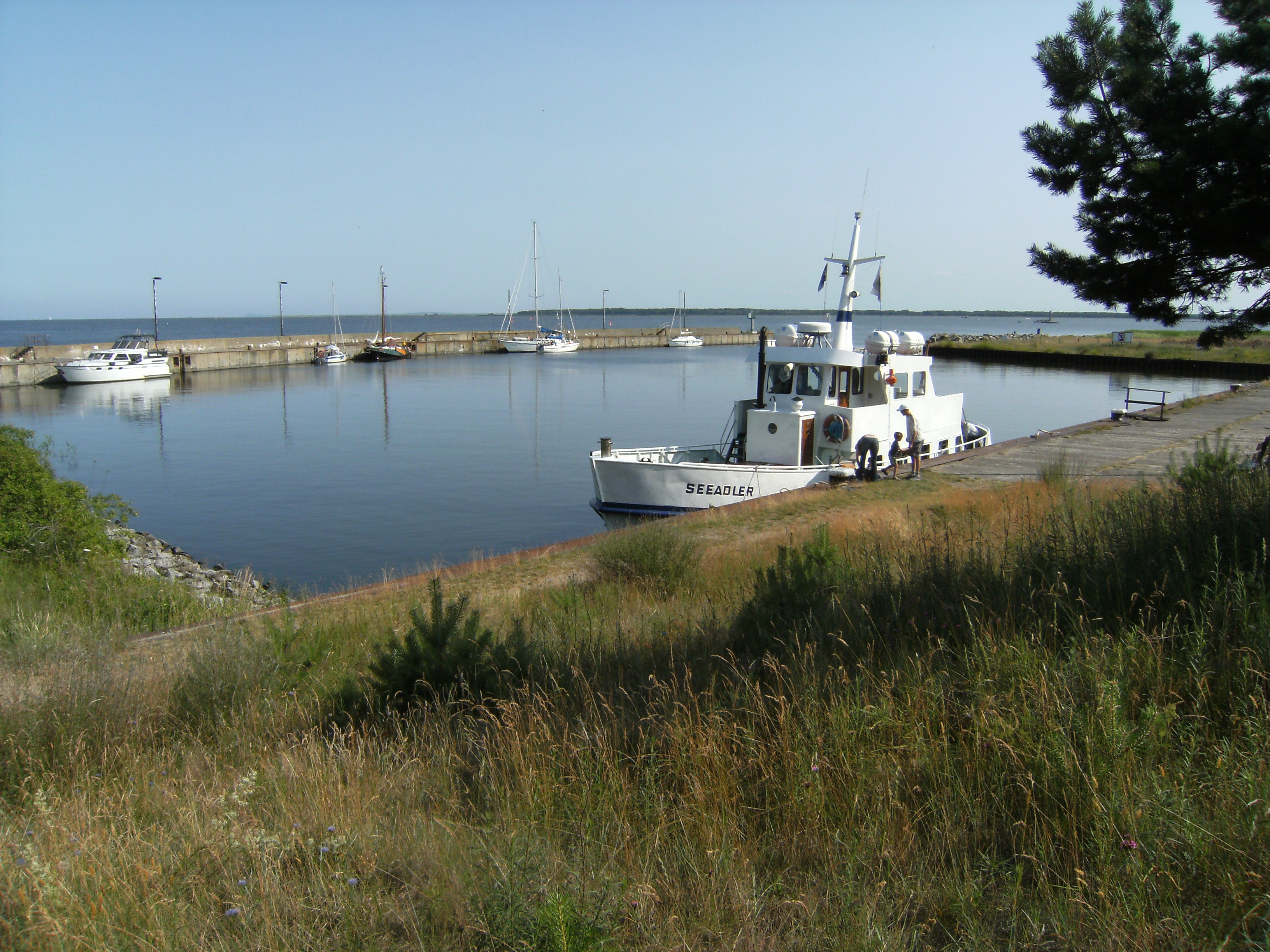
Hafen der Insel Ruden
- Blick vom Turm Richtung Süden
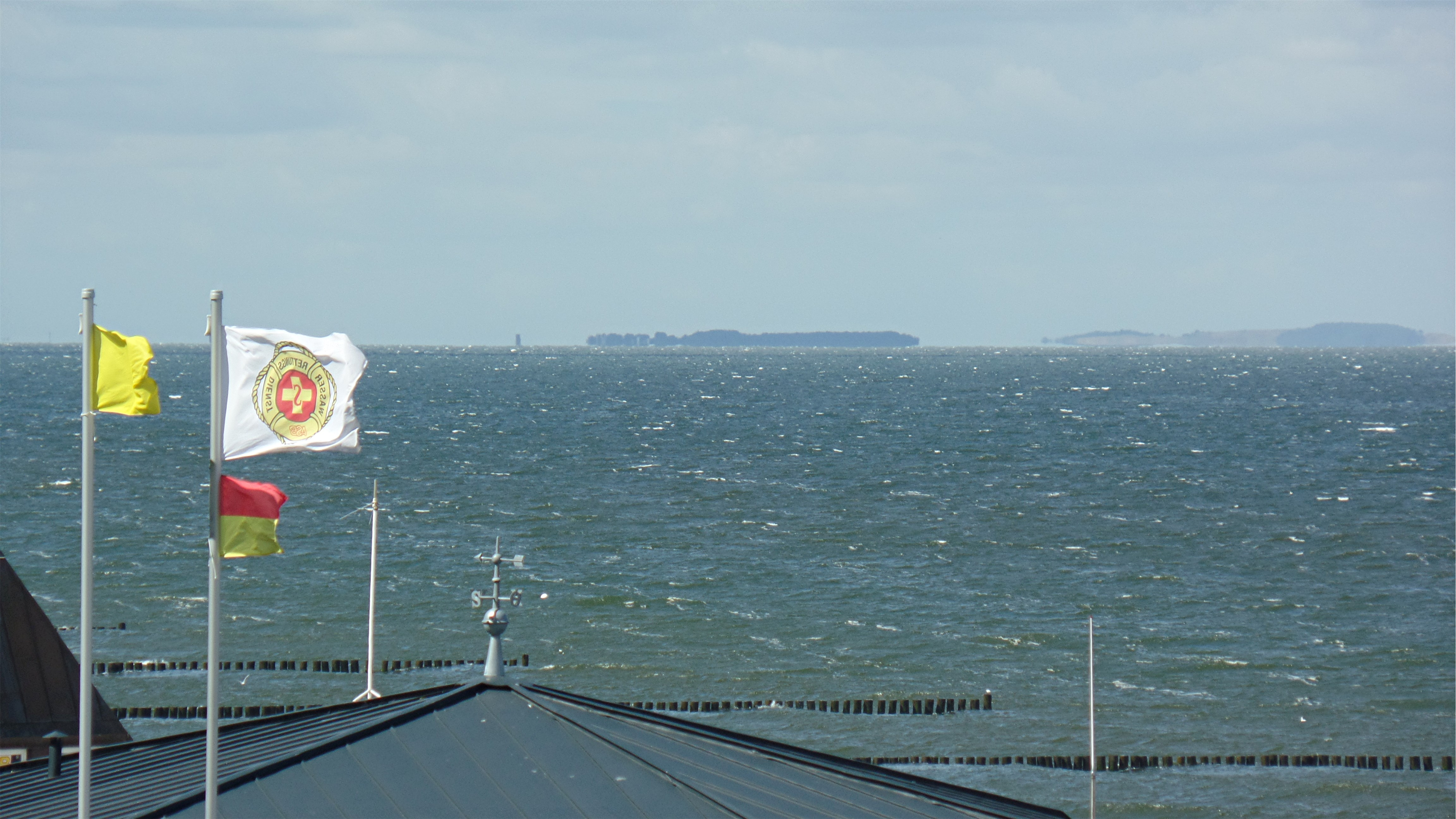
Blick von Koserow auf den Ruden und die „Rügenschen Alpen“